# Štefan Nižňanský
Štefan Nižňanský (* 26. srpna 1954 Bratislava) je slovenský novinář, bývalý ředitel Slovenské televize a bývalý politik, po sametové revoluci československý poslanec Sněmovny národů Federálního shromáždění za SDĽ.

## Biografie
Vystudoval Pedagogickou fakultu Univerzity Komenského v Trnavě, pak studoval ekonomii, právo a personalistiku. V roce 1977 nastoupil do Československé televize v Bratislavě. Působil v pražské i bratislavské redakci jako moderátor, vedoucí vnitropolitické redakce, komentátor, reportér a zástupce šéfredaktora pořadu Televizní noviny. Hlavní zpravodajskou relaci moderoval i v týdnu po začátku sametové revoluce v listopadu 1989. Před rokem 1989 byl členem Komunistické strany Slovenska.
V roce 1990 se stal redaktorem nezávislého týdeníku Slobodný piatok. V roce 1992 působil jako šéfredaktor obrázkového a modelingového časopisu zaměřeného na dětskou módu BABACO. Po roce 1990 se angažoval i politicky. Ve volbách v roce 1990 byl zvolen jako nestraník na kandidátce KSS, respektive KSČS (později transformována do Strany demokratické levice) za poslance Slovenské národní rady, kde zasedal do roku 1992. Zasedal zde ve výboru pro vědu, kulturu, vzdělání a sport a profiloval se jako expert na mediální tematiku. Byl členem první Rady Slovenské televize. Ve volbách roku 1992 byl za Stranu demokratické levice zvolen do slovenské části Sněmovny národů. Ve Federálním shromáždění setrval do zániku Československa v prosinci 1992. Uvádí se bytem Bratislava.
V období let 1993–1996 působil v soukromém sektoru (ředitel vydavatelství a šéfredaktor měsíčníku UNIKREDIT). Do roku 2001 zastával post mluvčího a pak marketingového manažera Slovenského svazu ledního hokeje. V letech 2001–2004 pracoval jako výkonný ředitel marketingové společnosti hokejového svazu. Podílel se na vzniku projektu Síně slávy slovenského hokeje. V letech 2005–2007 se vrátil k novinářské profesi jako šéfredaktor a člen vedení Rádia Okey. V roce 2008 vyhrál výběrové řízení a stal se ředitelem Slovenské televize. Jeho volba čelila kritice opozičních stran, které Nižňanského označily za člověka blízkého vládní straně SMER. Funkci ředitele Slovenské televize zastával do roku 2010.